# Star Wars Hyperspace Mountain
Star Wars Hyperspace Mountain im Disneyland Resort Paris – Disneyland Park ist eine Stahlachterbahn von Vekoma, die 1995 unter dem Namen Space Mountain – De la terre à la lune (französisch für Von der Erde zum Mond) eröffnete.
Der Zug wird wie in Jules Vernes Roman Von der Erde zum Mond mit einer Art Kanone abgeschossen. Dazu wird ein elektrisches Kabelbeschleunigungssystem mit einem Schiebemechanismus unter dem Zug benutzt, um den Zug auf 71 km/h zu beschleunigen.
Zu ihrem 10. Geburtstag wurde sie mit einer neuen Geschichte, neuen Effekten und neuem Soundtrack ausgestattet. Vom 9. April 2005 bis zum 7. Mai 2017 fuhr sie daher unter dem Namen Space Mountain: Mission 2.
Seit 2017 ist die Achterbahn mit einem Star-Wars-Thema versehen und trägt den Namen Star Wars Hyperspace Mountain.

## Züge
Star Wars Hyperspace Mountain besitzt fünf Züge mit jeweils sechs Wagen. In jedem Wagen können vier Personen (zwei Reihen à zwei Personen) Platz nehmen. Die Fahrgäste müssen mindestens 1,20 m groß sein, um mitfahren zu dürfen. Als Rückhaltesystem kommen Westenbügel zum Einsatz. In jedem Sitz befinden sich fünf Lautsprecher, also gibt es in jedem Zug 120 Lautsprecher.